# Powrót do domu zbrodni
„Powrót do domu zbrodni” (tytuł oryginalny: „Return to Murder House”) – dziewięćdziesiąty odcinek amerykańskiego serialu telewizyjnego American Horror Story. Zarazem jest to szósty odcinek ósmego sezonu, American Horror Story: Apokalipsa. Został wyreżyserowany przez Sarah Paulson, zaś jego scenariusz napisała Crystal Liu. Premiera odcinka odbyła się 17 października 2018 roku na antenie stacji telewizyjnej FX. W Polsce stacja Fox wyemitowała go po raz pierwszy dzień później.
Akcja „Powrotu do domu zbrodni” odbywa się w Domu Mordu, który był głównym miejscem akcji sezonu pierwszego, American Horror Story: Murder House. W odcinku pojawia się szereg postaci Murder House, w większości po raz pierwszy od czasu zakończenia pierwszego sezonu. Gościnnie w odcinku wystąpiła po czteroletniej nieobecności w serialu Jessica Lange. Connie Britton powróciła do obsady po siedmiu latach, zaś Dylan McDermott po sześciu. Ponadto odcinek jest debiutem reżyserskim Sarah Paulson.
„Powrót do domu zbrodni” zebrał pozytywne recenzje. Ponadto, w dniu premiery był drugim pod względem popularności programem telewizji kablowej. Za swój gościnny występ Jessica Lange została nominowana do Emmy.

## Fabuła
Madison i Behold, udając małżeństwo, kupują Dom Mordu. Zaraz po wprowadzeniu się odprawiają rytuał, mający na celu wywołanie niewidocznych duchów. Tymczasem Ben Harmon odbywa sesję z Tatem Langdonem. Tate jest zrozpaczony faktem, że Violet nadal go ignoruje, co Ben tłumaczy jego dawnymi błędami. Madison przerywa sesję, wyjaśniając, że wraz z Beholdem pragną zbadać przeszłość Michaela Langdona, jednak Ben i Tate odmawiają udzielenia pomocy. W holu Madison zostaje zaatakowana przez Beauregarda Langdona, którego powstrzymuje Billie Dean Howard. Medium wyjawia, że jest przyjaciółką domu i jedną z niewielu żywych osób, z którą jego duchy chcą rozmawiać. Do rozmowy dołącza Constance Langdon, oświadczając, że jest prawowitą właścicielką domu. Jako duch, nieustannie kłóci się z gospodynią, Moirą O’Harą. Informuje Madison i Beholda, że zdradzi im informacje na temat Michaela, jeśli użyją swojej magii do pozbycia się Moiry z domu.

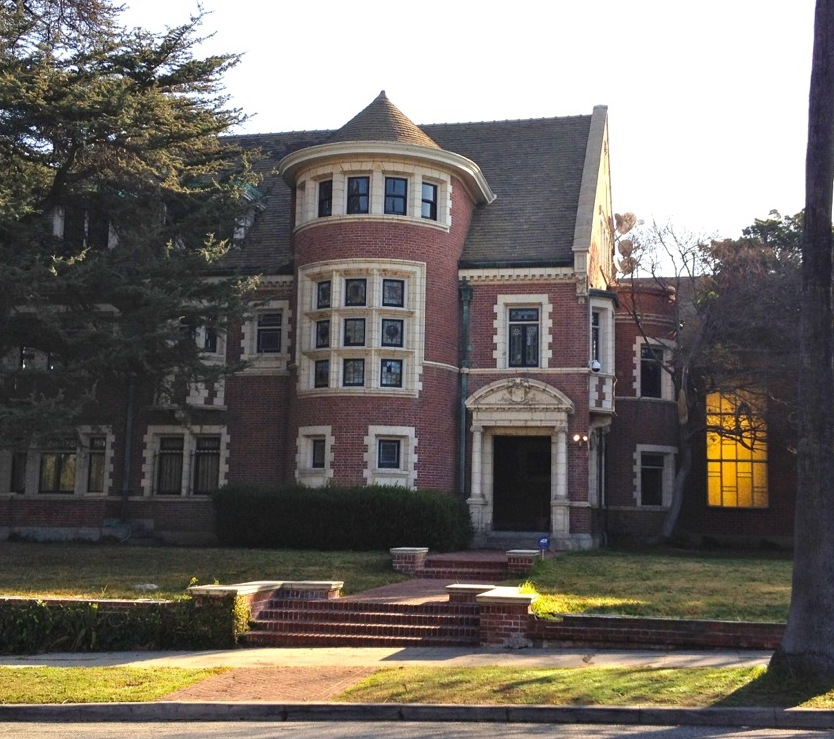
Dom Mordu

Behold odkopuje z ogródka przy domu zakopane w ziemi kości. Zgodnie z prośbą Moiry, umieszczają je w tym samym grobie, gdzie leży jej matka, Molly. Duchy Moiry i Molly odchodzą wspólnie ku życiu pozagrobowemu. Constance opowiada Madison i Beholdowi o Michaelu. We wnuku widziała szansę na naprawienie swoich błędów wychowawczych jako matka. Po czasie odkryła w nim predyspozycje psychopatyczne – początkowo zabijał zwierzęta, aż w wieku trzech lat brutalnie zamordował nianię. Pewnej nocy niespodziewanie postarzał się o dekadę. Następnie usiłował udusić babcię i zabił księdza, którego wezwała Constance. Pogrążona w rozpaczy, popełniła samobójstwo poprzez przedawkowanie w Domu Mordu. Po śmierci obudziła się jako duch w otoczeniu swoich dzieci: Tate’a, Beauregarda i Rose.
Madison i Behold obiecują Benowi pomoc w samotności, którą leczy codzienną masturbacją i płaczem. Ben opowiada, że po śmierci Constance odbywał sesje z Michaelem, budując z nim więź na wzór ojca i syna. Mimo postępów, Michael załamał się, gdy został odrzucony przez Tate’a, który wyparł się bycia jego ojcem. Od tej pory powróciły predyspozycje psychopatyczne Michaela, który dokonał dalszego cięcia twarzy Elizabeth Short (Czarnej Dalii) i zamordował w stroju Rubber Mana nowe właścicielki domu. Ostatecznie Ben zakończył sesje. Podczas rozmowy zjawia się Vivien Harmon, dotychczas ignorująca męża. Wyjawia, że nigdy nie mogła mu wybaczyć potrzeby nawiązania więzi z Michaelem, choć teraz ją rozumie. Gdy z innego pokoju dochodzą głosy płaczu ich syna, Jeffreya, Vivien poleca Benowi, by się nim zajął.
Madison i Behold rozmawiają o Michaelu z Vivien. Pewnej nocy w Domu Mordu zjawił się Anton Szandor LaVey w towarzystwie dwóch kapłanek swojego Kościoła Szatana: Miriam Mead i Samanthy Crowe. Sataniści wyjawili, że Michael jest wybrańcem. Pewnej nocy Miriam uprowadziła kobietę na potrzeby czarnej mszy, podczas której Michael skonsumował jej serce. Od tej pory połączył się ze swoim ojcem, Szatanem. Tej samej nocy Vivien usiłowała go zamordować, jednak została przez Michaela podpalona. Tate ją uratował, a Michael już na zawsze opuścił dom. Vivien uważa, że jego prawdziwym ojcem jest źródło zła, zaś celem – apokalipsa. Madison spotyka Violet, płaczącą z powodu nieszczęśliwej miłości. Przekonuje ją, że Tate był tylko narzędziem w rękach zła, które kryje się w domu, jednak wszelkie jego ślady zniknęły w nim po odejściu Michaela. Violet dokonuje pojednania z Tatem, zaś Madison i Behold opuszczają Dom Mordu.

## Obsada i bohaterowie
Obsada główna
- Sarah Paulson jako Billie Dean Howard
- Evan Peters jako Tate Langdon
- Cody Fern jako Michael Langdon
- Emma Roberts jako Madison Montgomery
- Kathy Bates jako Miriam Mead

Goście specjalni
- Dylan McDermott jako Ben Harmon
- Connie Britton jako Vivien Harmon
- Frances Conroy jako Moira O’Hara
- Jessica Lange jako Constance Langdon

Obsada gościnna
- Taissa Farmiga jako Violet Harmon
- Billy Porter jako Behold Chablis
- Naomi Grossman jako Samantha Crowe
- Mena Suvari jako Elizabeth Short
- Carlo Rota jako Anton Szandor LaVey
- John Duerler jako pośrednik handlu nieruchomościami

W pozostałych rolach
- Scarlett Fernandez jako Angela Harvey
- Celia Finkelstein jako Gladys
- Stacy Highsmith jako Grace
- Jennifer Jalene jako Elizabeth
- Sam Kinsey jako Beauregard Langdon
- Raina Matheson jako Rose Langdon
- Emily Mest jako Casey
- Cassidy Naber jako Margaret Harvey
- Irene Roseen jako Molly O’Hara

Adina Porter, Billie Lourd, Leslie Grossman i Cheyenne Jackson są wymienieni w czołówce, ale nie występują.

## Produkcja
W październiku 2016 roku Ryan Murphy, twórca American Horror Story, ogłosił plan zrealizowania sezonu, który będzie crossoverem pomiędzy sezonem pierwszym (Murder House) a trzecim (Sabatem). W czerwcu 2018 roku wyjawił, że crossoverem będzie sezon ósmy. 3 sierpnia Sarah Paulson zdradziła podczas konferencji Television Critics Association, że w odcinku, który wyreżyseruje, wystąpi gościnnie Jessica Lange w roli Constance Langdon. Tym samym Lange, która zagrała główne role w pierwszych czterech sezonach, powróciła do serialu po czteroletniej nieobecności. Constance była jej bohaterką w Murder House. Paulson zdradziła ponadto, że oprócz zagrania w Apokalipsie Cordelii Goode i nowej postaci, Venable, ponownie wcieli się w rolę Billie Dean Howard, którą grała w Murder House i gościnnie w sezonie piątym (Hotelu).

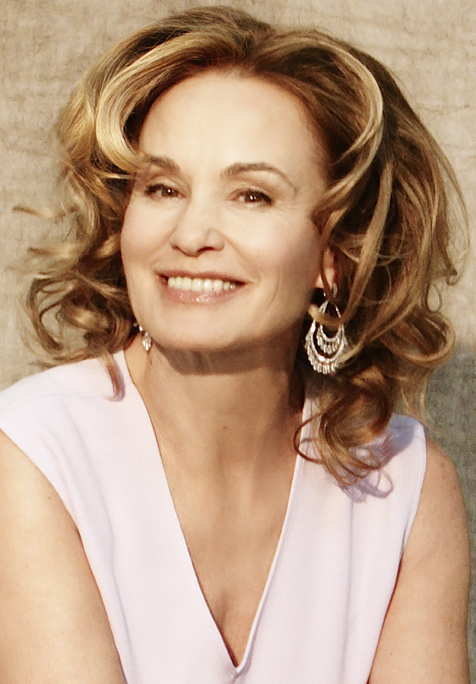
W odcinku wystąpiła gościnnie Jessica Lange, tym samym powracając do serialu po czteroletniej nieobecności

23 sierpnia portal The Wrap doniósł, że dzień wcześniej rozpoczęły się zdjęcia do Apokalipsy w domu w Los Angeles, który służył za główne miejsce akcji Murder House. Na planie obecni byli Connie Britton i Dylan McDermott, który również grali pierwszoplanowe role w sezonie pierwszym. Britton nie zagrała w serialu nigdy później, zaś McDermott pojawił się jeszcze w sezonie drugim (Asylum). 24 sierpnia tygodnik „Entertainment Weekly” doniósł, że Taissa Farmiga powtórzy swoją rolę Violet Harmon. Już wcześniej Murphy potwierdził, że Farmiga powróci do serialu, by zagrać Zoe Benson, czyli swoją bohaterkę z Sabatu. 25 sierpnia Murphy potwierdził doniesienia The Wrap, zamieszczając na portalu Instagram zdjęcie Britton i McDermotta z planu z informacją, że powtórzą swoje role Vivien i Bena Harmona. 28 sierpnia umieścił zdjęcie Emmy Roberts z ogródka za domem, sugerując, że w odcinku pojawi się Madison Montgomery – bohaterka Sabatu. Tego samego dnia zamieścił zdjęcie Evana Petersa jako Tate’a Langdona, tym ogłaszając, że Peters, oprócz zagrania nowej postaci, powtórzy swoją rolę z Murder House. Kolejne zdjęcie, z 30 sierpnia, przedstawiało Petersa jako Tate’a i Farmigę jako Violet.
17 września Paulson zdradziła w wywiadzie podczas 70. ceremonii rozdania nagród Primetime Emmy, że nazajutrz reżyseruje sceny z udziałem Lange. 19 września Murphy zamieścił pierwsze zdjęcie Lange z planu. Bez wcześniejszej zapowiedzi Frances Conroy również powtórzyła w odcinku swoją rolę z Murder House. Oprócz Moiry O’Hary, Conroy zagrała w Apokalipsie także Myrtle Snow, czyli swoją postać z Sabatu. Mena Suvari powróciła jako Elizabeth Short, Sam Kinsey jako Beauregard Langdon, zaś Naomi Grossman, która grała w serialu Pepper, pojawiła się w nowej roli.

### Reżyseria

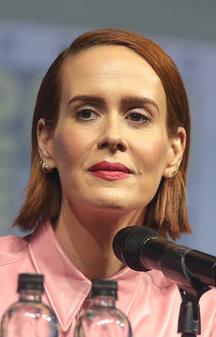
Odcinek jest debiutem reżyserskim Sarah Paulson, która występuje w serialu jako aktorka

Odcinek jest debiutem reżyserskim Sarah Paulson, która występuje w serialu również jako aktorka. Ryan Murphy, twórca American Horror Story, po raz pierwszy zaproponował jej reżyserię jednego z odcinków serialu Konflikt, jednak odmówiła ze względu na brak czasu z powodu zdjęć do filmu Ocean’s 8. Pomysł powrócił podczas przygotowań do Apokalipsy, choć początkowo Paulson miała się zająć odcinkiem ósmym. Dopiero tydzień przed rozpoczęciem zdjęć do „Powrotu do domu zbrodni” Murphy zmienił zdanie i powierzył jej jego reżyserię. W ramach przygotowań do debiutu w tej profesji Paulson uczestniczyła w dziewięciogodzinnym kursie, prowadzonym przez Amerykańską Gildię Reżyserów Filmowych. Ponadto, ponownie obejrzała Murder House, by nauczyć się stosowanego wówczas stylu kręcenia. W wywiadzie dla „Variety” skomentowała: „Pewne zasady są jasne, na przykład w scenach z gabinetu Bena zawsze widoczny jest sufit”. Jednocześnie Paulson postanowiła dodać do odcinka własny styl reżyserski.
Paulson poświęciła szczególną uwagę scenie, w której Michaela odwiedzają przedstawiciele Kościoła Szatana. W wywiadzie dla „Variety” wyznała: „W momencie zjawienia się satanistów w domu Michael jest w piżamie, co nie było zapisane w scenariuszu, ja jednak chciałam, by miał na sobie bokserki i t-shirt, żeby sprawiał wrażenie chłopca. Chciałam pewnej konfrontacji, żeby było widać, że jeszcze nie jest tym, kim się stał później. Nie jest jeszcze taki, jakiego go znają widzowie ze wcześniejszych odcinków. Według mnie to ciekawy pomysł, przedstawić go jako po prostu chłopca... Nie chciałam, by być całkowicie świadomy siebie, chciałam, by dopiero odkrywał, kim jest”. Również autorskim pomysłem Paulson, niezapisanym w scenariuszu, była końcowa scena, w której Madison zamyka bramę do posesji za pomocą psychokinezy. W ten sposób pragnęła symbolicznie zamknąć wątek Domu Mordu. W scenach monologów Constance i Vivien Paulson zastosowała zbliżenia na twarze, między innymi duńskie ujęcia, mające na celu szczególne zwrócenie uwagi na emocje bohaterek.
Ostatecznie nagrano na potrzeby odcinka 72 sceny. Dla porównania, na potrzeby odcinka poprzedniego powstało ich 28. Paulson przyznała, że najtrudniejszym etapem pracy jako reżyserka było dobranie scen, które pojawiły się później w odcinku.

## Recenzje
Według serwisu Rotten Tomatoes, 100% recenzji „Powrotu do domu zbrodni” spośród 15 zgromadzonych było pozytywne, zaś średnia ocen to 9,17/10. Strona podsumowała: „«Powrót do domu zbrodni», zręcznie wyreżyserowany przez Sarah Paulson, z powrotem jednej, jedynej Jessiki Lange, jest fanserwisem w najlepszy możliwy sposób”.
Ziwe Fumudoh z serwisu Vulture nazwała odcinek „crossoverem stulecia” i „najambitniejszym crossoverem w historii”. Andrea Reiher z „Variety” napisała: „Sarah Paulson wykonała wspaniałą robotę, przejmując od Ryana Murphy’ego rolę prowadzącej damy, ale wielką damą AHS jest Lange, a oczekiwania nie mogły być większe. Na szczęście powrót Lange do roli Constance Langdon nie zawiódł”. Ronald Hogan z portalu Den of Geek ocenił: „Reżyserka, Sarah Paulson, w dużej mierze opiera się na schematach z pierwszego sezonu, jak dutch angles, ale jednak robi odcinek po swojemu (...). «Powrót do domu zbrodni» to nie tylko powrót do znanego miejsca i znanych postaci. To także powrót do dobrej formy”. Yana Grebenyuk z serwisu TV Fanatic napisała: „«Powrót do domu zbrodni» (...) był wyjątkowy. Sprawdził się dobrze, bo skupił się na mocnych postaciach i zaspokoił fanów, którzy czekali na Dom Mordu od czasu zakończenia pierwszego sezonu”. Według Jackie Strause z „The Hollywood Reporter”, „odcinek był – zgodnie z obietnicą – prezentem dla fanów, bazującym na nostalgii do postaci i mitologii z przeszłości, a zarazem popchał do przodu fabułę Apokalipsy”. Laura Bradley z „Vanity Fair” napisała: „Czy jakikolwiek odcinek w historii telewizji aż tak bardzo zaspokoił kaprysy fanów jak «Powrót do domu zbrodni» (...)? W każdym razie, środowy odcinek na pewno należy do galerii sławy w tej kwestii. Długo wyczekiwana odsłona to nie tylko powroty Jessiki Lange, Connie Britton i Dylana McDermotta, ale także satysfakcjonujące zamknięcia wielu historii, które przez siedem lat – od zakończenia Murder House – oczekiwały na bycie zamkniętymi”.

## Oglądalność w Stanach Zjednoczonych
Podczas premierowej emisji w Stanach Zjednoczonych, która odbyła się 17 października 2018 roku o godzinie 22, „Powrót do domu zbrodni” obejrzało 2,008 miliona widzów. Sumując widzów podczas premierowej emisji i tych, którzy odcinek obejrzeli przez trzy dni poprzez PVR, liczba widzów wyniosła 4,413 miliona, co jest szóstym wynikiem tygodnia (15–21 października) w obrębie telewizji kablowej, zaraz za transmisjami sportowymi i Żywymi trupami.
W docelowej grupie wiekowej 18–49 transmisję oglądało 1,190 miliona osób, co przełożyło się na wskaźnik AMR na poziomie 0,9. Pod względem popularności był to drugi program dnia, zaraz za meczem American League Championship Series, i siedemnasty tygodnia w obrębie telewizji kablowej, przy czym wyższy wynik osiągnęły wyłącznie transmisje sportowe i Żywe trupy. W podsumowaniu łącznej oglądalności (premiera plus PVR) od 15 do 21 października wskaźnik AMR w grupie 18–49 wyniósł 2,1, co było trzecim wynikiem tygodnia w obrębie telewizji kablowej, zaraz za meczem NFL i Żywymi trupami.

## Nagrody
Za występ w odcinku Jessica Lange została nominowana do nagrody Primetime Emmy podczas 71. ceremonii wręczenia Primetime Creative Arts Emmy w kategorii najlepszej aktorki gościnnej w serialu dramatycznym.